# 화진포해양박물관
화진포해양박물관은 대한민국 강원특별자치도 고성군에 있는 박물관이다.

## 연혁
- 2004년 7월 1일 개관

## 관람 안내
- 관람 시간: 오전 9시 ~ 오후 6시 (동절기 5시)
- 365일 연중무휴